# Pontet (Arnon)
Der Pontet ist ein Fluss in Frankreich, der im Département Cher in der Region Centre-Val de Loire verläuft. Er entspringt beim Weiler Colombe, im Gemeindegebiet von Saint-Baudel, entwässert generell in nordwestlicher Richtung und mündet nach rund 21 Kilometern im südlichen Gemeindegebiet von Saugy, knapp an der Grenze zur Nachbargemeinde Saint-Ambroix, als rechter Nebenfluss in den Arnon.

## Orte am Fluss
(Reihenfolge in Fließrichtung)
- Colombe, Gemeinde Saint-Baudel
- Primelles
- Saint-Chevrais, Gemeinde Primelles
- La Foye, Gemeinde Saint-Ambroix